# Mont-Notre-Dame

Mont-Notre-Dame este o comună în departamentul Aisne din nordul Franței. În 1 ianuarie 2022 avea o populație de 742 de locuitori.